# Premierminister der Französischen Republik
Der Premierminister der Französischen Republik (französisch Premier ministre de la République française) ist der Regierungschef der Französischen Republik. Er steht unter der Verfassung der Fünften Französischen Republik dem Staatspräsidenten gegenüber, der teilweise ebenfalls die Funktion eines Regierungschefs innehat.

## Verfassungsrechtliche Stellung
Der Premierminister wird vom Staatspräsidenten ernannt. Das Amt des Premierministers ist unvereinbar mit der Ausübung eines parlamentarischen Mandats oder jeder anderen beruflichen Tätigkeit. Der Premierminister hat keine feste Amtszeit. Es ist anerkannte Verfassungskonvention, dass er nach einer Neuwahl der Nationalversammlung oder des Staatspräsidenten dem Staatspräsidenten den Rücktritt der Regierung anbietet. Andernfalls ist er nur durch ein Misstrauensvotum der Nationalversammlung abberufbar.
Der Premierminister schlägt dem Staatspräsidenten die Minister zur Ernennung vor und leitet die Regierungsgeschäfte. Ihm wird von der Verfassung die Verantwortlichkeit für die nationale Verteidigung, die Gewährleistung der Ausführung der Gesetze sowie grundsätzlich das Recht, Verordnungen zu erlassen, zugewiesen. Damit teilt er sich zentrale Exekutivrechte mit dem Staatspräsidenten, der Oberbefehlshaber der Streitkräfte ist, den Vorsitz im Ministerrat führt und Ministerratsverordnungen unterzeichnet.
Im Gegensatz zum deutschen Bundeskanzler besitzt der Premierminister keine formelle Richtlinienkompetenz und ist nicht Leiter der Kabinettssitzungen. Als Führungsinstrumente innerhalb der Regierung stehen ihm die Organisationsgewalt über die Ressortbildung und -besetzung ebenso zur Verfügung wie die Möglichkeit zur Einsetzung interministerieller Ausschüsse. Auch steht ihm allein als Vertreter der Exekutive das Gesetzesinitiativrecht zu, er kann der Nationalversammlung die Vertrauensfrage stellen und den Verfassungsrat mit dem Ziel einer abstrakten Normenkontrolle anrufen.
Dies verleiht ihm eine neben dem Staatspräsidenten potentiell gleichwertige Stellung in der Leitung der Exekutive. Ob sie in der Verfassungswirklichkeit zum Tragen kommt, hängt von dem Verhältnis von Staatspräsident und Nationalversammlung ab. Hat der Staatspräsident in der Nationalversammlung eine politische Mehrheit, so übernimmt er de facto die Leitung der Exekutive und der von ihm frei ernannte Premierminister ordnet sich diesem Anspruch unter. Steht die Parlamentsmehrheit jedoch zum Präsidenten in Opposition, so tritt die Konstellation einer sogenannten cohabitation ein: Da der Premierminister vom Vertrauen der Nationalversammlung abhängig ist, ist der Staatspräsident gezwungen, den Führer der Opposition zum Premierminister zu ernennen. In diesem Fall können sich die Kompetenzen des Premierministers im Zusammenspiel mit der ihn stützenden Parlamentsmehrheit voll entfalten, da sich der Staatspräsident in einer cohabitation auf eine Moderatorenrolle in der Exekutive sowie die domaine réservé zurückzieht, womit die übergeordnete Verantwortung des Staatspräsidenten für die Außen-, Verteidigungs- und Europapolitik bezeichnet wird.